# Scacco al re (programma televisivo)
Scacco al re è stato un programma televisivo di Cino Tortorella, scritto insieme a Enrico Vaime e Italo Terzoli, andato in onda su Rai 1 nel 1972 e 1973.
Presentato da Ettore Andenna, occupò la fascia pomeridiana di sabato dedicata ai più giovani - quella detta della tv dei ragazzi - subentrando, a partire dal 18 novembre 1972, all'altro famoso quiz per ragazzi Chissà chi lo sa?.
Il tema della trasmissione era quello degli scacchi, in quel periodo reso popolare dalla sfida per il titolo mondiale di scacchi tra Bobby Fischer e Boris Spassky.
Il gioco si svolgeva fra due squadre di ragazzi di scuola media, di cui ogni concorrente rappresentava un pezzo degli scacchi col suo valore corrispondente (da uno per il pedone a dieci per la regina). Ad ogni prova un pezzo veniva "mangiato", con conseguente perdita dei punti associati al pezzo. Il numero dei concorrenti andava quindi a mano a mano diminuendo e con essi le possibilità di supporto alla squadra.
Le prove erano di varia natura: quiz di cultura generale, prove di abilità, prove sportive, e c'era un argomento principale legato all'ospite d'onore della settimana. I dieci punti della regina venivano tolti alla squadra del giocatore che perdeva l'incontro di scacchi, ed alla fine vinceva la squadra che aveva conservato il punteggio più alto.
Le due squadre restate per più settimane in gara, quella di Correggio (RE) e quella di Sant'Agnello (NA) (un paese accanto a Sorrento), si scontrarono poi in un incontro finale, con la vittoria della squadra di Sant'Agnello. La sigla iniziale era il brano La ciliegia non è di plastica cantata dalla Formula 3.
Nel 1972 la Clementoni pubblicò un gioco da tavolo con lo stesso titolo.